# Кенійський шилінг
Кенійський шилінг (суах. Shilingi ya Kenya, анг. Kenyan shilling) — національна валюта Кенії.
1 кенійський шилінг = 100 центів.
В готівковому обігу знаходяться купюри номіналом 5, 10, 20, 50, 100, 200, 500 і 1000 шилінгів. Офіційне міжнародне позначення валюти — KES.

## Історія
Для емісії грошових знаків та регулювання грошового обігу в Кенії та Уганді в грудні 1919 р. було створено Управління грошового обігу Східної Африки. З 1920 р. Управління стало здійснювати емісію і для Танганьїки. Грошовою одиницею замість індійської рупії став східноафриканський шилінг, що дорівнював 100 центам.
Після проголошення незалежності Кенії, Танзанії та Уганди у 1961–1963 рр., Управління грошового обігу Східної Африки продовжувало свою емісійну діяльність. У Кенії новою грошовою одиницею став кенійський шилінг, випуск якого почався 14 вересня 1966 р.

## Опис
12 грудня 2003 р., на честь 40-річчя проголошення незалежності (1963–2003) була випущена нова серія банкнот, із зображенням першого кенійського президента Джомо Кеніати на купюрах номіналом у 50, 100, 200, 500 і 1000 шилінгів.
| Серія 2003–2009 років | Серія 2003–2009 років | Серія 2003–2009 років | Серія 2003–2009 років | Серія 2003–2009 років | Серія 2003–2009 років | Серія 2003–2009 років                              | Серія 2003–2009 років |
| Зображення            | Зображення            | Номінал (шилінгів)    | Розміри (мм)          | Основні кольори       | Опис                  | Опис                                               | Рік друку             |
| Аверс                 | Реверс                | Номінал (шилінгів)    | Розміри (мм)          | Основні кольори       | Аверс                 | Реверс                                             | Рік друку             |
| --------------------- | --------------------- | --------------------- | --------------------- | --------------------- | --------------------- | -------------------------------------------------- | --------------------- |
|                       |                       | 50                    | 72 х 138              | Коричневий, зелений   | Портрет Джомо Кеніати | Арка у вигляді бивнів слона та караван верблюдів   | 2003                  |
|                       |                       | 100                   | 74 х 141              | Фіолетовий, зелений   | Портрет Джомо Кеніати | Міжнародний центр та пам'ятник імені Джомо Кеніата | 2004                  |
|                       |                       | 200                   | 76 х 144              | Сірий, зелений        | Портрет Джомо Кеніати | Збір бавовни                                       | 2003                  |
|                       |                       | 500                   | 78 х 147              | Сірий, зелений        | Портрет Джомо Кеніати | Будівля національної асамблеї                      | 2003                  |
|                       |                       | 1000                  | 80 х 150              | Коричневий, жовтий    | Портрет Джомо Кеніати | Стадо слонів                                       | 2003                  |

| Банкноти кенійського шилінга (2019 випуску (поточний випуск)) | Банкноти кенійського шилінга (2019 випуску (поточний випуск)) | Банкноти кенійського шилінга (2019 випуску (поточний випуск)) | Банкноти кенійського шилінга (2019 випуску (поточний випуск))                              | Банкноти кенійського шилінга (2019 випуску (поточний випуск))                   | Банкноти кенійського шилінга (2019 випуску (поточний випуск)) |
| Зображення                                                    | Номінал                                                       | Основний колір                                                | Аверс                                                                                      | Реверс                                                                          | Водяний знак                                                  |
| ------------------------------------------------------------- | ------------------------------------------------------------- | ------------------------------------------------------------- | ------------------------------------------------------------------------------------------ | ------------------------------------------------------------------------------- | ------------------------------------------------------------- |
|                                                               | 50                                                            | Червоний                                                      | Герб Кенії; Статуя президента Джомо Кеніати; Міжнародний конференц-центр Кеньятта; Буйвол  | «Зелена енергія» (енергія вітру, геотермальна енергія, сонячна енергія)         | Голова лева та електротип 50                                  |
|                                                               | 100                                                           | Фіолетовий                                                    | Герб Кенії; Статуя президента Джомо Кеніати; Міжнародний конференц-центр Кеньятта; Леопард | "Сільське господарство" (зернові культури, сільське господарство, тваринництво) | Голова лева та електротип 100                                 |
|                                                               | 200                                                           | Синій                                                         | Герб Кенії; Статуя президента Джомо Кеніати; Міжнародний конференц-центр Кеньятта; Носоріг | "Соціальні послуги" (охорона здоров'я, освіта, спорт)                           | Голова лева та електротип 200                                 |
|                                                               | 500                                                           | Зелений                                                       | Герб Кенії; Статуя президента Джомо Кеніати; Міжнародний конференц-центр Кеньятта; Лев     | "Туризм" (Дика природа; Лев)                                                    | Голова лева та електротип 500                                 |
|                                                               | 1000                                                          | Коричневий                                                    | Герб Кенії; Статуя президента Джомо Кеніати; Міжнародний конференц-центр Кеньятта; Слон    | "Уряд" (будівля парламенту, Найробі)                                            | Голова лева та електротип 1000                                |

## Галерея

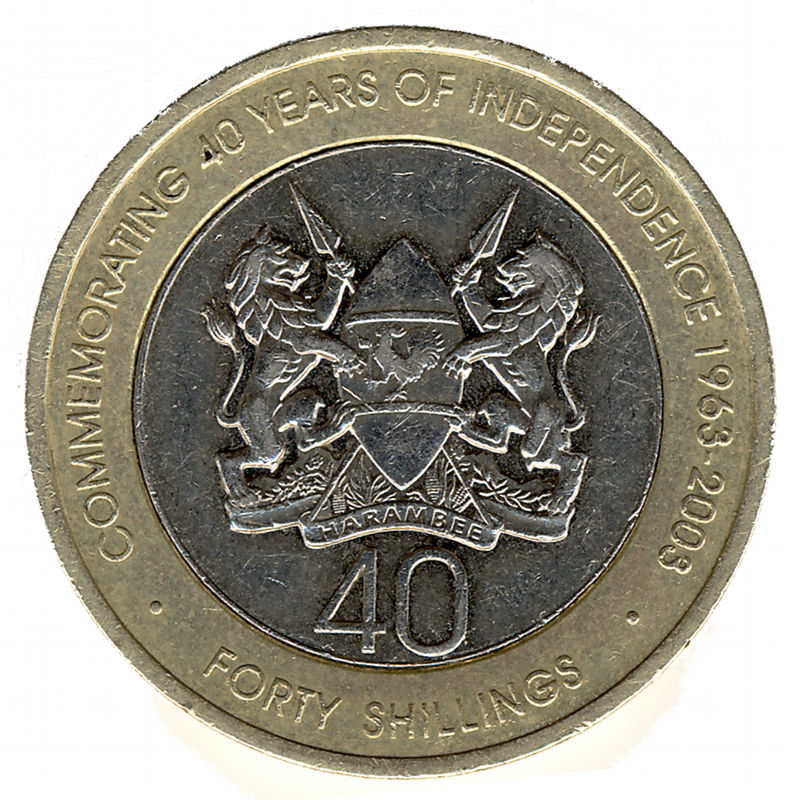
40 шилінгів — монета з нагоди 40-річчя незалежності Кенії
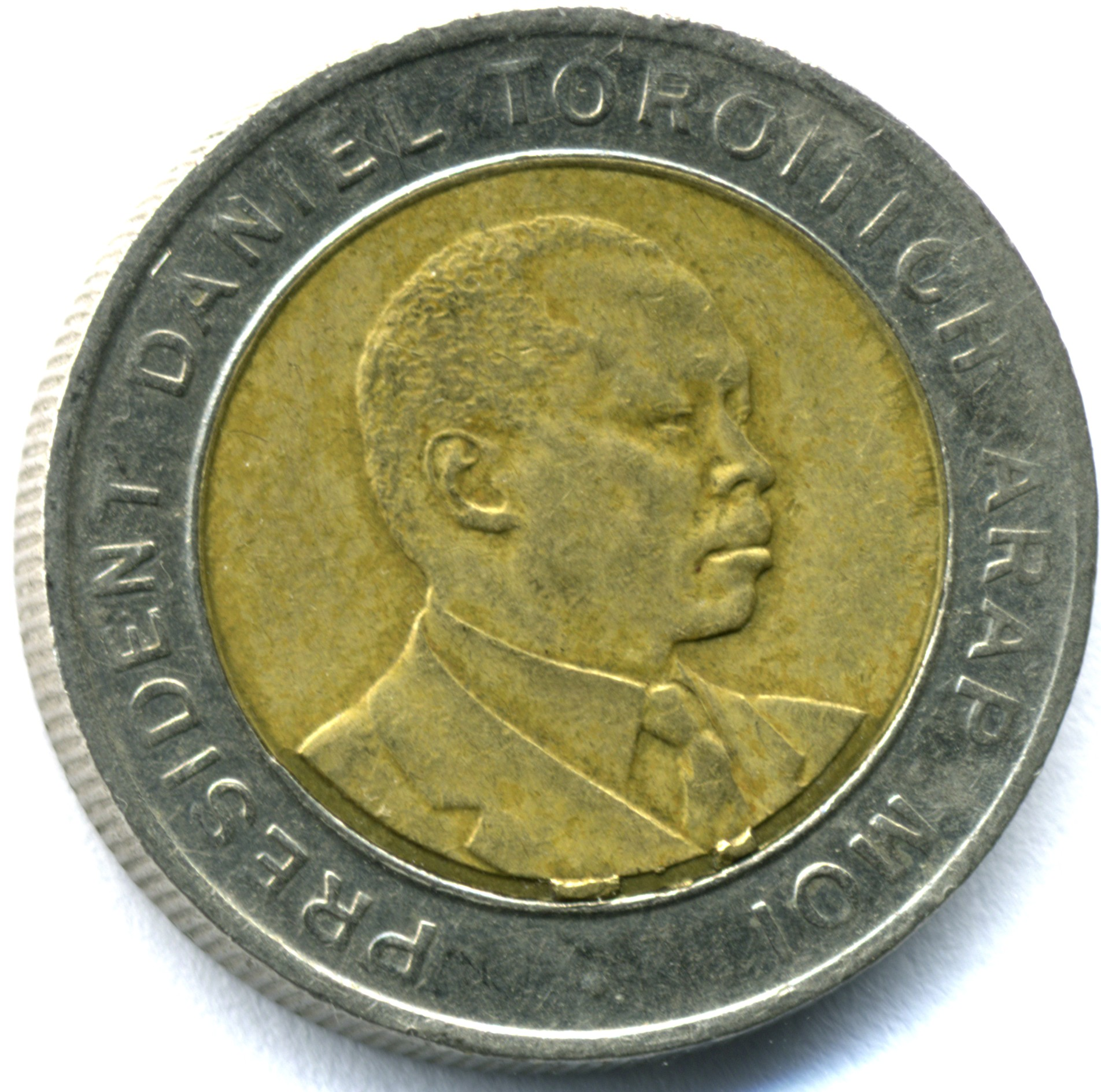
5 шилінгів
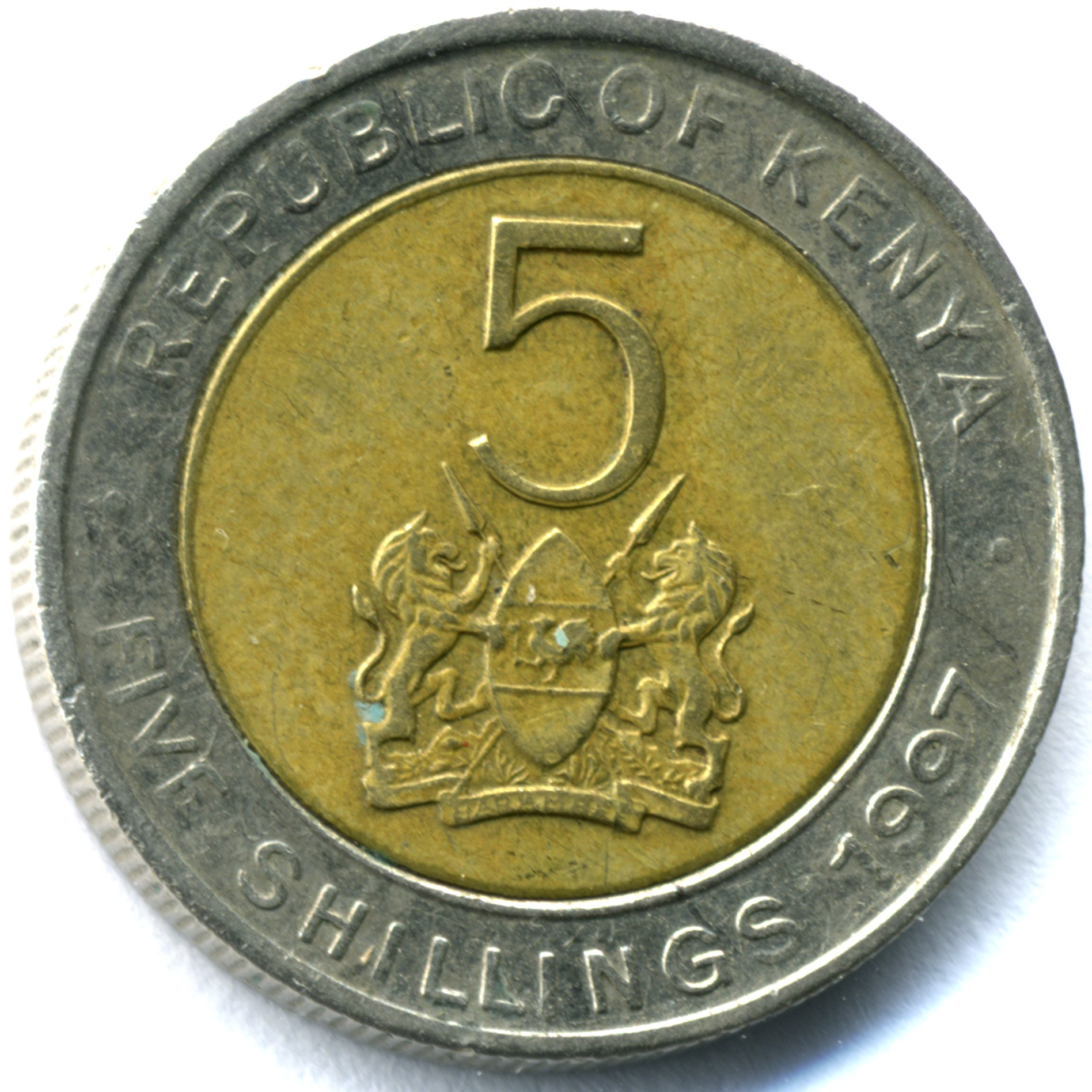
5 шилінгів
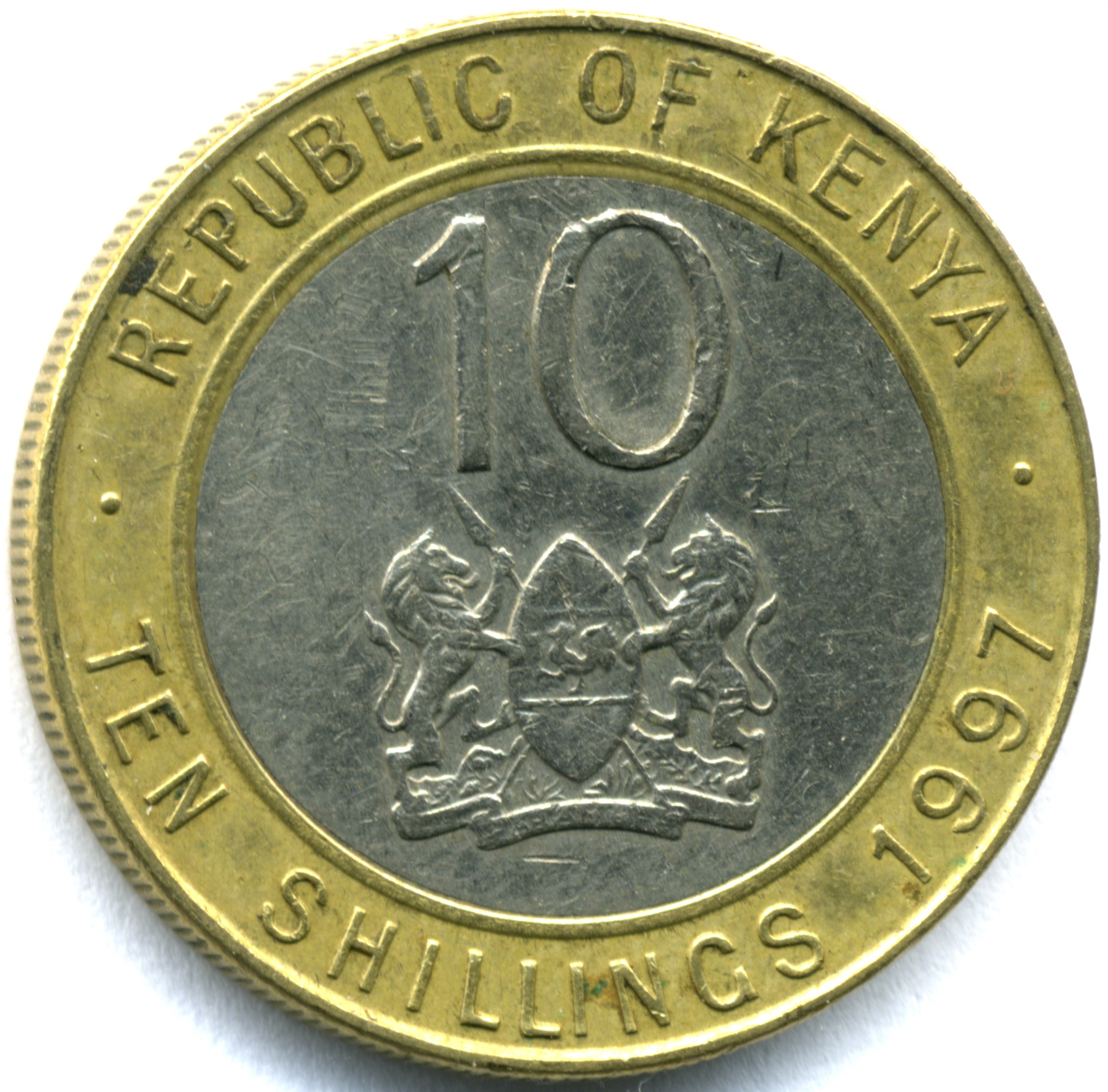
10 шилінгів
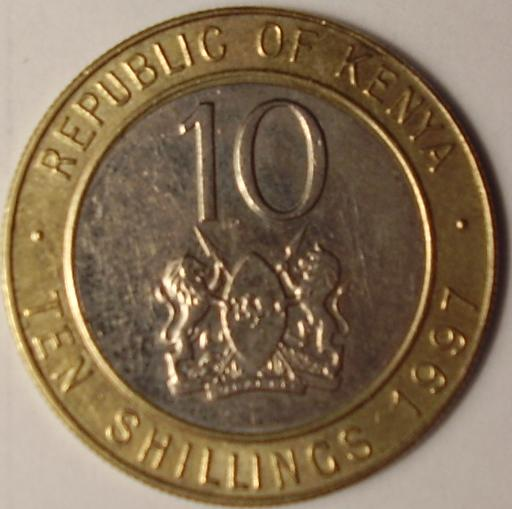
10 шилінгів
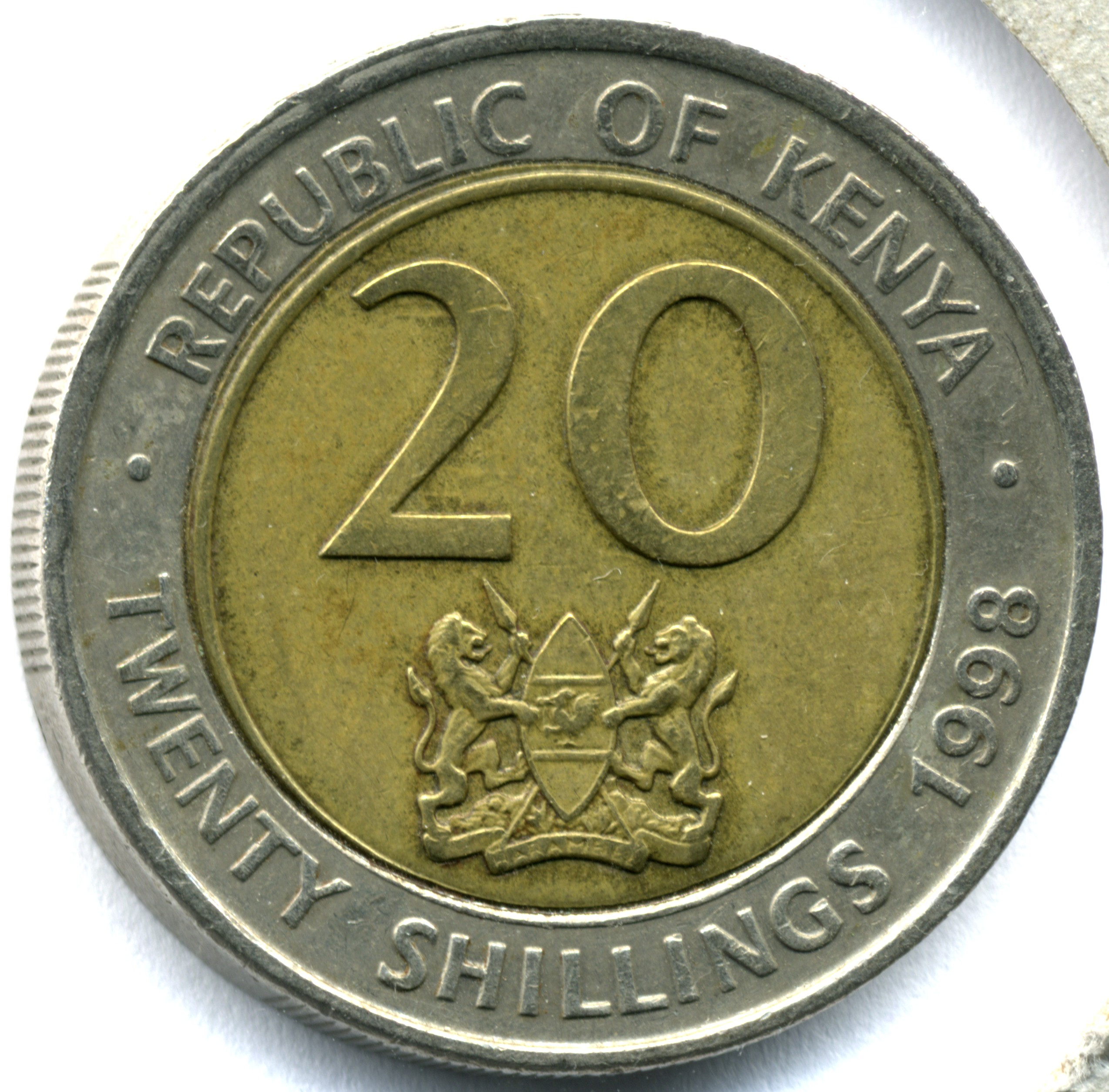
20 шилінгів
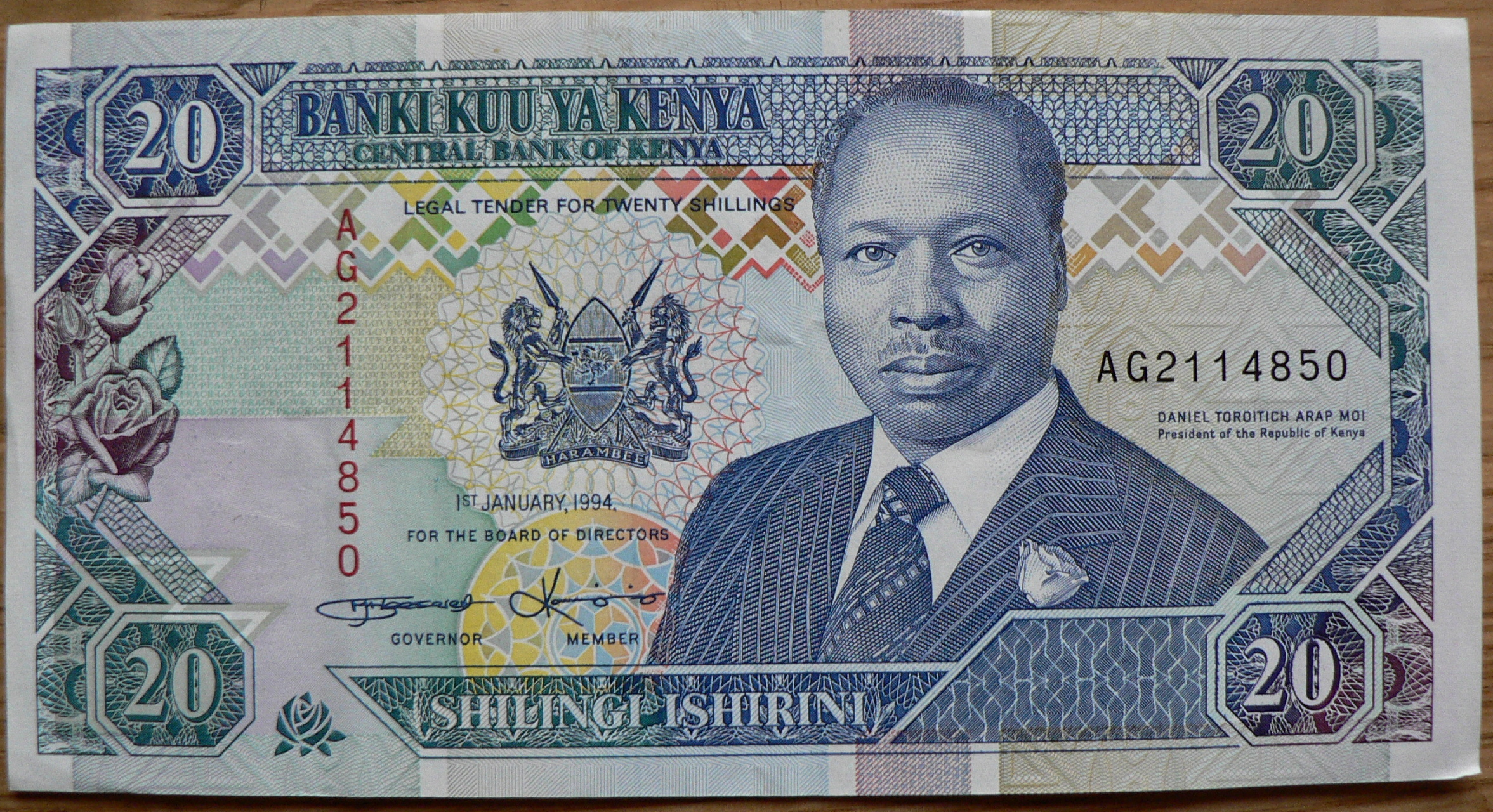
20 шилінгів
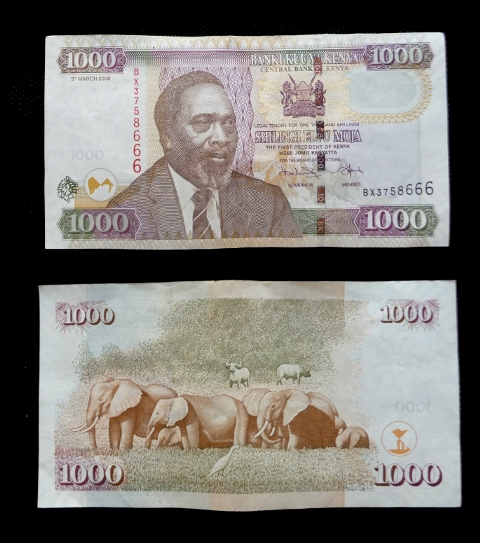
1000 шилінгів